# Нэнси Дрю. Псы-призраки Лунного озера
«Нэнси Дрю. Псы-призраки Лунного озера» (англ. Nancy Drew: Ghost Dogs of Moon Lake) — компьютерная игра в жанре квест, седьмая в серии игр о приключениях юной сыщицы Нэнси Дрю. Предыдущей частью серии является «Тайна алой руки», а следующей — «Заколдованная карусель».
Игра была разработана компанией Her Interactive и вышла 9 ноября 2002 года. Игра переведена на русский язык и издана в России компанией «Новый диск» 4 октября 2007 года. В этой части серии героиня отправится расследовать появление псов-призраков на берегу озера в Пенсильвании. Для этого ей придётся общаться с местными жителями и разгадывать секреты дома.
На сайтах-агрегаторах игровых рецензий игра набрала среднюю оценку 76,67 % (GameRankings, на основании 3 рецензий) и 81 (MobyGames, на основании 9 рецензий). Игра рекомендована рецензентами для детей от 10 лет и вообще для всех любителей детективных сюжетов вне зависимости от их возраста.

## Игровой процесс
Экран поделён на три основные части. В верхней отображается вид на локацию от первого лица, там же можно выбирать действия и перемещаться между локациями, а в двух нижних расположен инвентарь и поле с описанием предметов и диалогами.  Локации в игре можно осмотреть, поворачиваясь на все 360 градусов.
В игре курсором мыши можно было и взаимодействовать с предметами и перемещаться по локациям. Курсор обычно выглядит как лупа, он подсвечивается красным при наведении на предметы, с которыми можно взаимодействовать, и меняет форму на стрелку, если возможно перемещение. Из игры были убраны часы, отсчитывавшие ход игрового времени в предыдущих играх серии, как и сам ход времени. Теперь для переключения между днем и ночью достаточно подняться по лестнице и выбрать время суток.
Большая часть геймплея составляют задачи с инвентарем и использованием предметов из него. Также в игре приходится решать головоломки, большинство из них довольно простые, но некоторые ограничены по времени. Найдутся и те, что заставят задуматься. Их можно усложнить, выбрав второй из двух уровней сложности при старте игры. Он будет влиять только на трудность головоломок, а не на сюжетные задачи. Менять уровень в ходе прохождения нельзя.
Нэнси в ходе неудачных попыток решить задачи может погибнуть. Впрочем, в игре есть возможность, называемая «Второй шанс»: если героиня попадает в расставленную преступником смертельную ловушку, то появляется кнопка «второй шанс», которая возвращает её на место прямо перед ловушкой, тем самым исчезает необходимость проходить игру «с последнего сохранения».
В случае если игрок не знает, что делать дальше, он может проверить записи Нэнси в PDA, чтобы вспомнить всё, уже известное, либо воспользоваться телефоном и получить подсказку от друзей Нэнси: Бесс и Джесс, а также братьев Харди. Впрочем, PDA даже слишком очевидно указывает на то, что делать дальше.

## Сюжет
Сюжет как оригинальной книги, так и игры, сравнивается с «Собакой Баскервилей» из-за наличия в обоих случаях «призрачных» псов. В то же время рецензент GameZone сравнил собак из-за их светящихся глаз со Скуби-Ду.
Знаменитая сыщица получает звонок от подруги Салли с просьбой помочь, так как вокруг её нового дома, на берегу Лунного озера в Пенсильвании, завелись собаки-призраки со светящимися глазами. Нэнси отправляется на помощь, но по прибытии обнаруживает, что подруга уже собрала вещи и уехала из страшного дома. Последовать её примеру Нэнси мешает перекрывшее дорогу в город дерево и врожденное любопытство, так что она берется исследовать все вокруг одна. Как выясняется, в начале XX века дом принадлежал известному мафиози периода «сухого закона» Микки Малоуну, посаженному в 1930-х годах. По легендам, именно четыре его ротвейлера бродят по ночам в этих местах в виде призраков.

## Отзывы
| Сводный рейтинг       | Сводный рейтинг |
| Агрегатор             | Оценка          |
| --------------------- | --------------- |
| GameRankings          | 76,67 %         |
| MobyRank              | 81              |
| Иноязычные издания    |                 |
| Издание               | Оценка          |
| GameZone              | 8,5             |
| AdventureGamers       | 3,5             |
| Just Adventure        | B               |
| Русскоязычные издания |                 |
| Издание               | Оценка          |
| Absolute Games        | 70 %            |

Сеттинг игры необычен — действие разворачивается в бывшем доме мафиози, помешанного на собаках и загадках, что позволяет органично вписать головоломки в сюжет. Но само количество локаций меньше, чем в предыдущих играх, поэтому создается впечатление нехватки игрового пространства. «Псы-призраки Лунного озера» скромней «Тайны алой руки» также и по числу персонажей, с которыми можно встретиться. Впрочем, сюжет заметно интересней некоторых из предыдущих игр серии.
Графика игры на высоте для своего времени. Фоны в игре чёткие и детализированные, как и в предыдущих. Модели персонажей, их проработка и разнообразность их анимации заметно улучшились по сравнению с прошлой игрой серии, хотя и не идеальны.
Озвучивание персонажей хорошо поставлено, хотя ещё есть возможность для улучшения. Звуки окружения превосходно подобраны. Музыка используется довольно скупо.
Головоломки в основном простые, но есть и ограниченные по времени, которые создают напряжённую атмосферу в момент их решения. Одной из самых раздражающих головоломок стал лабиринт из-за необходимости проходить его несколько раз и внешней схожести отдельных локаций.
Рецензент AG.ru отмечает, что игра вслед за предыдущей продолжила повышать планку качества серии, что особенно заметно на фоне менее удачных игр до этого. Все же она довольно проста, хотя и интересна. GameZone отмечает, что игры серии предназначены для детей от десяти лет, но первая встреча с собаками может показаться им страшной, поэтому в этот момент родителям стоит быть рядом. В то же время игра заинтересует не только девочек и фанатов Нэнси Дрю, она должна понравиться всем любителям детективных сюжетов.